# Exército bizantino

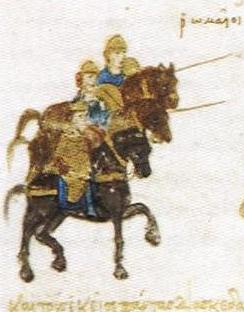
Bizantinos atacando Preslav

O exército bizantino, ou seja, o exército do Império Bizantino ou Império Romano do Oriente, começou como uma versão renovada do exército romano, mantendo uns níveis similares de disciplina, valor e organização, e foi evoluindo para um exército medieval baseado na cavalaria.

## História

### Transformações do exército romano
Do mesmo modo que o Império Bizantino foi uma continuação do Império Romano, o exército bizantino evoluiu a partir do exército romano. Este era composto de umas trinta legiões aquarteladas nas fronteiras do Império, e baseava-se na força da infantaria.
Entre os séculos III e VII, entre os reinados de Diocleciano e de Heráclio, tem lugar uma profunda reestruturação do exército romano. Os câmbios mais destacados são os seguintes:
1. Desenvolvimento da cavalaria. A força das legiões romanas residia na infantaria, e apenas concedia-se importância à cavalaria, formada por pequenos corpos (os auxilia) recrutados entre os aliados de Roma. No século IV as coisas começam a cambiar. Após o seu uso ocasional por parte dos persas, os catafractários foram adotados (já na etapa baixo-imperial) como tropas de elite pelo Império Romano, sendo antecessores da cavalaria pesada medieval.

Nas guerras que o império trava com a Pérsia ao longo do mencionado século, narradas na obra de Amiano Marcelino, põe-se em evidência a grande importância da cavalaria. A batalha de Adrianópolis foi o último encontro armado em que intervieram as legiões convencionais. Dois séculos depois, no relato que faz Procópio das guerras de Justiniano, as tropas romanas são quase exclusivamente de cavalaria, sendo a infantaria um mero acompanhamento.
Este desenvolvimento da cavalaria parece é relacionado à invenção e desenvolvimento da sela e o estribo, bem como pela aparição, na planície irânia, de uma nova raça de cavalos capazes de transportarem o homem com armadura completa.
limítanes e comitatense
- Os limítanes eram as unidades que defendiam as fortificações fronteiriças (em latim: limes). Sua função era adiar o invasor do momento, dando tempo aos exércitos móveis do império para se movimentarem até a zona de conflito;[1][2]
- Os comitatenses eram mantidos atrás das fronteiras, e podiam deslocar-se depressa caso necessidade, tanto para a defesa quanto para o ataque, e eram com frequência utilizados contra os usurpadores. Estas tropas eram melhor pagas, treinadas e equipadas do que os limítanes.[1][2]

Um terço de cada unidade era constituída por soldados de cavalaria. Aproximadamente a metade era cavalaria pesada, denominada de diferentes formas: escútaros (scutarii), prómotos (promoti) e establesianos (stablesiani), por exemplo.

## A organização do exército: os temas
Os temas (em grego: θηματα; romaniz.: thémata) foram estabelecidos no século VII (é discutido se o seu criador foi Heráclio ou Constante II) sobre o modelo dos exarcados de Ravena e Cartago. Eram ao mesmo tempo distritos militares e circunscrições administrativas, sob o comando de um estratego. O nome temas significa, segundo Treadgold, "locais".
Ostrogorsky, na sua História do estado bizantino, atribui a Heráclio a criação dos primeiros temas na Ásia Menor. Outros autores, porém, como Pertusi, Baynes, Lemerle, Ahrweiler, Mango e Kaegi, opinam que foi um processo paulatino ao longo do século VII.
Os cinco primeiros temas estavam na Ásia Menor, e a sua missão principal era conter a invasão árabe, que despojara o império das províncias da Síria e do Egito. Eram os seguintes:
- Tema Armeníaco: compreendia o leste da Anatólia, da Capadócia até o Mar Negro e o Eufrates. O seu núcleo original era o exército da Armênia estabelecido por Justiniano I. Sua existência está documentada ao menos desde 668;
- Tema Anatólico: no centro e sul da Ásia Menor. Formado em torno do Exército de Oriente;
- Tema Opsiciano: compreendia a Bitínia e a Paflagônia, e defendia a costa meridional do mar de Mármara. Formou-se em torno do Obséquio (em latim: Obsequium; lit. comitiva", uma força comitaense;
- Tema Tracesiano: a sudoeste da Ásia Menor.

As tropas dos temas eram formadas pelos chamados estratiota (stratiotas), que serviam ao império no regime denominado pronoia (πρωνοια): eram concedidas parcelas (stratiotika ktemata) que deviam trabalhar e, em troca disto e uma pequena compensação monetária, ficavam ligados ao exército durante toda a vida, e até mesmo transmitiam esta obrigação aos seus filhos. Este sistema permitia o império formar um exército forte baseado na população autóctone, evitando ter de recrutar mercenários.
Nos séculos seguintes, para evitar o poder excessivo dos estratego, devido ao grande tamanho dos temas, os imperadores Leão III, o Isauro, Teófilo e Leão VI, o Sábio dividiram os temas em áreas menores. No século X, sob o reinado de Constantino  é documentada a existência de 28 temas:
| Na Ásia: - Tema Anatólico, que incluía zonas de Frígia, Licaônia, Isáuria, Panfília e Pisídia; - Tema Armeníaco, que incluía zonas de Armênia, Cáldia e Capadócia; - Tema Tracesiano - Tema Opsiciano, que incluía Mísia e parte de, Bitínia e Frígia ; - Tema dos Optimates; - Tema Bucelário; - Tema Paflagônio; - Tema de Carsiano; - Tema Capadócio; - Tema da Cáldia, território em redor de Trebizonda, antes chamado Ponto, pela sua cercania ao mar Negro (Ευξεινοσ Ποντοσ); - Tema Mesopotâmico, na fronteira da Mesopotâmia; - Tema de Coloneia, a região entre o Ponto e a Armênia Menor; - Tema de Sebasteia, o restante da Armênia; - Tema de Licando, instituído por Leão VI nas fronteiras da Armênia; - Tema Cibirreota, tema naval estabelecido por Leão III na Cária, Lícia, Rodes e a costa da Cilícia - Tema de Chipre, o tema naval para Chipre; e - Tema do Mar Egeu, o tema naval para o mar Egeu. | Na Europa: - Tema da Trácia, a área em redor de Constantinopla (excluída a capital); - Tema Macedônio, a área em redor de Tessalônica (excluída esta cidade). - Tema de Estrimão; - Tema de Tessalônica: Tessalônica, segunda cidade do império; - Tema da Hélade (ou "Heládico"), criado entre 687 e 695: Grécia entre Macedônia e o istmo de Corinto (antigas regiões da Ática, Beócia, Acarnânia e Etólia). - Tema do Peloponeso; - Tema Cefalônio; - Tema de Nicópolis; - Tema de Dirráquio, na atual Albânia; - Tema da Sicília (Sikelias), um tema naval; - Tema Longobardo (ou Tema da Calábria),na Itália; e - Tema do Quersoneso (ou Tema de Clímata), na Crimeia. |

Nesta época já se perdera definitivamente a Sicília. Chipre era um condomínio administrado junto com o califa de Bagdá, e continuaria sendo-o até ser reconquistado em 965 para o império por Nicéforo II Focas. A capital, Constantinopla, estava sob a autoridade de um eparca e protegida pelos numerosos tagmas e forças de polícia.

## Composição

### Catafractários
Denomina-se assim à cavalaria pesada na que tanto o ginete quanto o cavalo portavam armadura. O seu poder de choque era bem significativo e a sua invulnerabilidade quase total, como a dos cavaleiros medievais. Eram uma tradição em Oriente, onde serviram nos exércitos persas, armênios e sassânidas, antes de ser adotados pelos Romanos. A evolução desta cavalaria, precursora do modelo militar ocidental foi decisiva durante séculos, até o seu desaparecimento após ser derrotada na Batalha de Manzicerta.

### Armada
O Império Bizantino foi famoso pela sua superioridade naval. A sua frota, após a queda do Império Romano do Ocidente controlou o mar Mediterrâneo, especialmente durante a idade de Ouro de Justiniano I. Também fazia parte da sua armada a frota fluvial que patrulhava o Danúbio. A retirada posterior, implicou o seu lento declínio como primeira potência do mesmo, embora no mar fosse uma potência a levar em conta durante bastante tempo. A expansão islâmica expulsou-a da zona oriental (Egito, Síria) e chegou a ser problema com as conquistas temporárias da Sicília e Creta.
Com o renascimento do século XI, a frota voltou a recuperar o seu papel predominante no Mediterrâneo Oriental, embora não alcançasse o seu anterior poder. Nos últimos estertores do império, já reduzido a umas poucas cidades portuárias, os vestígios do seu poder naval foram chave para manter essas posições até o último sítio de Constantinopla.
O navio modelo da frota bizantina era o dromon, evolução dos trirremes clássicos. É um barco de remo, similar à galé, de um só mastro. O velame era latino (de vela quadrada) como herança das técnicas de navegação precedentes.
É preciso mencionar o fogo grego, uma arma segreda incendiária, que durante séculos foi uma vantagem para Bizâncio. A sua composição era transmitida em tal segredo, que até o nossos tempos não foi desvelada, embora seja sabido que era uma mistura de nafta, piche, cal, enxofre, salitre e petróleo.

### Os Tagmas
Os tagmas (τάγματα, “batalhões”) eram as forças de elite do império, e estavam acantonadas na capital e nas suas cercanias, se bem que nos últimos tempos fossem enviados alguns destacamentos para as províncias. Embora muitos dos corpos de exército se remontassem à época proto-bizantina, sofreram uma importante reestruturação na época  de Constantino V.
A segurança do imperador e do palácio imperial era confiada à Heteria e aos tagmas, estes últimos formando também o núcleo das expedições de campanha. Eram as tropas mais preparadas e melhor pagas do exército bizantino.
No século X existiam cinco regimentos de tagmas: escola palatina, excubitores, Heteria, Vigla (também chamado Arítmnos) e Números. Escolas, Excubitores e Números ficavam no comando de domésticos; os oficiais dos regimentos Vigla e Heteria eram dirigidos, respectivamente, por um drungário e por um grande heteriarca. Os destacamentos provinciais dos tagmas eram sob comando dos turmarcas, tenentes dos domésticos e drungários.
Os tagmas mais importantes eram os seguintes:
- Os Escolas (gr. Σχολαί, "as Escolas"), herdeiros da guarda imperial fundada por Constantino I. Eram dirigidos por um doméstico.

- Os Excubitores (gr. Εξκούβιτοι, "os Vigilantes"), corpo estabelecido por Leão I, o Trácio comandados por um doméstico.

- Os Arítmos (gr. Αριθμός, "os Números") ou Vigla (gr. Βίγλα, a Vigilância), fundados possivelmente no século VI. Seu comandante era um drungário.

- Os Hicanátos  (gr. Ικανάτοι, "os Capazes"), regimento fundado por Nicéforo I, o Logóteta.

Todos eles eram unidades de cavalaria formadas por entre 1 000 e 6 000 homens (4 000 parece ter sido o número predominante).

## Muralhas de Constantinopla
As quase inexpugnáveis muralhas de Constantinopla foram edificadas durante o reinado de Teodósio II por necessidades defensivas e necessidades urbanísticas foram levantadas estas grandes muralhas, embora antigamente já existissem outras muralhas. A construção das muralhas começou em 412 e terminou em 447. Como eram quase inexpugnáveis, não era estranho que os imperadores investissem grandes somas de dinheiro para a sua conservação.
Era uma tripla muralha e o seu lanço atingia mais de seis quilômetros. A muralha tinha varias entradas destacando-se a Porta Áurea (Porta Dourada) que era o lugar por onde entravam os imperadores vitoriosos. Esta entrada era formada por uma tripla arcada, um arco do triunfo edificado em 388 e que, quando Teodósio II construiu a nova muralha, foi absorvida por esta. Era coroada por uma imagem de Teodósio II sobre quatro elefantes em bronze. Foi utilizada pela última vez quando a cidade foi reconquistada por Miguel VIII Paleólogo das mãos dos latinos. Com o tempo, a magnífica entrada foi taipada até hoje que é uma pequena entrada.
As Muralhas de Constantinopla somente foram superadas em duas ocasiões: Em 1204 pelos cruzados e em 1453, ano em que o Império Bizantino caiu nas mãos dos turcos otomanos.